# Karádi Gyula
Karádi Gyula, születési nevén Krausz Gyula (Huszt, 1910. november 29. – Budapest, 1977. október 14.) elektromérnök, kohó- és gépipari miniszterhelyettes, az Országos Tervhivatal elnökhelyettese.

## Élete
Krausz Artúr és Stern Gizella fiaként született zsidó családban. Bátyja Karádi Ferenc (1906–1953) fogorvos volt. Tanulmányait a Brünni Műszaki Főiskolán végezte. 1930-tól részt vett a munkásmozgalomban, és 1936-ban belépett a Kommunisták Magyarországi Pártjába. 1935 és 1945 között műszaki tisztviselő volt. 1945-ben kinevezték a Jóvátételi Hivatal osztályvezetőjének. Részt vett az 1947-ben megalakult kommunista műszaki értelmiség csoportjának vezetésében. 1946 és 1948 között a Nehézipari Központ vezető-helyettese volt, 1948–49-ben csoportfőnök a Közlekedésügyi Minisztériumban, 1949-től 1951-ig a Magyar Népköztársaság képviselője volt a moszkvai Kölcsönös Gazdasági Segítség Tanácsának irodájában. Miután hazatért, 1951–1954 között kohó- és gépipari miniszterhelyettesként dolgozott, majd 1954–57-ben követségi tanácsosként a bécsi magyar kereskedelmi kirendeltséget vezette. 1957-től a külkereskedelmi miniszter első helyettese, majd 1967-tól 1973-as nyugalomba vonulásáig az Országos Tervhivatal elnökhelyettese.
Első felesége Messner Leopoldina volt, akit 1935. augusztus 4-én Budapesten vett nőül. Két évvel később elváltak.
A budapesti Farkasréti temetőben helyezték nyugalomra.

## Díjai, elismerései
- Munka Érdemrend (1960)
- Szocialista Hazáért érdemrend (1967)
- Munka Érdemrend arany fokozata (1970)
- A Munka Vörös Zászló Érdemrendje (1973)